# اچ‌نوام‌اس هیترا
اچ‌نوام‌اس هیترا (به انگلیسی: HNoMS Hitra) یک زیردریایی بود که طول آن ۱۱۰٫۶ فوت (۳۳٫۷۱ متر) بود. این زیردریایی در سال ۱۹۴۲ ساخته شد.